# 特赖格拉
特赖格拉，是西班牙瓦伦西亚自治区卡斯特利翁省的一个市镇。总面积60平方公里，总人口1570人（2001年），人口密度26人/平方公里。